# Nulling-interferometrie

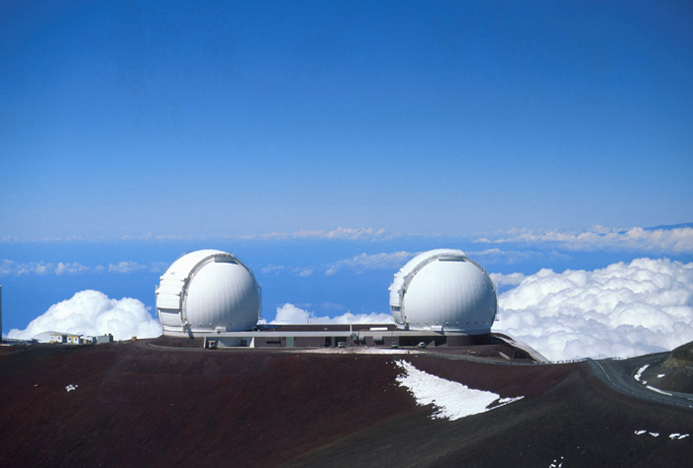
De twee Keck-telescopen op Mauna Kea (Hawaï) worden samen onder meer voor nulling-interferometrie gebruikt.

Nulling-interferometrie is techniek in de astronomie voor het waarnemen van zwakke lichtbronnen die zich vlak bij sterke bronnen bevinden.
Interferometrie wordt in de astronomie gebruikt om door middel van het combineren van verschillende telescopen een grotere ruimtelijke resolutie (scheidend vermogen) te verkrijgen. De techniek is gebaseerd op het golfkarakter van het licht. Hij werd oorspronkelijk ontwikkeld in de radioastronomie, maar wordt inmiddels ook in het infrarode en het zichtbare gebied gebruikt. Gewoonlijk wordt de beelden uit de telescopen zodanig gesuperponeerd dat de signalen van het waar te nemen object elkaar versterken door constructieve interferentie.
Bij het waarnemen van lichtzwakke objecten in de buurt van heldere sterren gaat het om een afgeleide vorm van nulling-interefrometrie. Hierbij wordt het licht uit de telescopen zodanig gesuperponeerd dat de signalen van de heldere ster uit beide telescopen elkaar uitdoven (Engels: to null, opheffen). In het eenvoudigste geval gebeurt dit wanneer de beide signalen een halve golflengte uit fase zijn. Het licht van de zwakkere objecten in de buurt wordt niet uitgedoofd, doordat het een langere of kortere weg heeft afgelegd en een ander faseverschil heeft. Dergelijke objecten kunnen op deze manier met een beter contrast worden waargenomen.

## Toepassing
Met deze nog jonge techniek van de nulling-interferometrie hoopt men in de toekomst lichtzwakke objecten in de buurt van sterren te kunnen ontdekken. Daartoe behoren exoplaneten, accretieschijven en planetoïdengordels. Dergelijke objecten kunnen in het zichtbare gebied van het spectrum met de huidige detectoren niet uit het felle licht van hun centrale ster worden gefilterd (uitzonderingen daargelaten, zoals bij zwakke sterren of bij een grote afstand tussen ster en planeet).
Een vergelijkbaar effect als bij de nulling-interferometer treedt op bij de coronagraaf, die echter op een geheel ander principe berust.

## Geschiedenis en toekomst
Het concept voor de nulling-interferometrie werd in 1979 door Ronald N. Bracewell en Robert H. MacPhie voorgesteld. Een demonstratieproef in 1997 op het MMT-observatorium verliep succesvol. Tegenwoordig vormt de nulling-interferometrie de basis van verschillende in aanbouw zijnde en geplande experimenten en satellieten voor het zoeken naar exoplaneten, zoals GENIE (een in aanbouw zijnd testexperiment voor de Very Large Telescope), de Large Binocular Telescope in Arizona en enkele ruimtetelescopen zoals de (inmiddels vanwege de kosten geschrapte) Terrestrial Planet Finder (TPF) van de NASA, en het Darwinproject van de ESA, dat medio volgend decennium de eerste waarnemingen van aardachtige planeten moet leveren.